# Шон Бин
Шон Марк Бин (енгл. Sean Mark Bean) је енглески филмски и позоришни глумац рођен 17. априла 1959. године у Хандсворту, Шефилд (Јужни Јоркшир, Енглеска). Славу је стекао као агент 006 Алек Тревелјан у филму Златно Око (Џејмс Бонд), а касније као Боромир у трилогији Господар прстенова, као Одисеј у филмском спектаклу Троја и Едард Старк у серији Игра престола.

## Биографија
Рођен као Шон Марк Бин у Хандсворту, Шефилд (Јужни Јокшир, Енглеска), од оца Брајана и мајке Рите Бин. Његови родитељи су шкотског порекла. Има млађу сестру Лорејн.
Бинова прва љубав је био фудбал и још као дечак страствено је навијао за Шефилд јунајтед. Повреда у детињству спречила га је да се бави фудбалом, па уписује Rotherham College of Arts and Technology, а касније добија школарину за Краљевску академију драмских уметности.
Матурирао је 1983. године добивши сребрну медаљу за улогу у комаду Чекајући Годоа. Први професионални наступ има 1983. године као Тибалд у Ромеу и Јулији у позоришту Вотермил у Њуберију, Беркшир. Између 1986. и 1988. године путовао је по земљи наступајући са Royal Shakespeare Company наступајући у представама: Ромео и Јулија, Fair Maid of the West, и Сан летње ноћи. На филму је дебитовао 1986. године као Ранучо Томазони у филму Каравађо. 
Током осамдесетих и почетком деведесетих постао је цењени британски ТВ-глумац играјући у Би-Би Сијевим продукцијама Клариса и Леди Чатерли. Касније игра Ричарда Шарпа у ТВ-серији Шарп и постаје још познатији. Потом глуми у филму Патриотске игре са Харисоном Фордом, а затим добија улоге у филмовима Златно Око, Ана Карењина, Ронин, трилогија Господар прстенова, Национално благо и Троја.

## Приватни живот
Бин се три пута женио: прво са венчао Дебром Џејмс 1981. године, а развео се када је уписао Краљевску академију драмских уметности. Са глумицом Мелани Хил био је у браку од 1990. до 1997. У новембру 1997. године жени се са глумицом Абигејл Кратенден али се разводи 2000. године. Из брака са Мелани Хил има две ћерке, док са Абигејл Кратенден има једну ћерку. У слободно време воли да прочита књигу и да слуша музику.

## Занимљивости
- Директор је фудбалског клуба Шефилд јунајтед за који навија од детињства.
- Сарађивао је са три глумца који су глумили Џејмс Бонда: са Тимотијем Далтоном (Скарлет), са Данијелом Крејгом (Шарпов орао) и са Пирсом Броснаном (Златно Око).
- Појавио се у Мобијевом видео-споту We Are All Made of Stars.
- Променио је енглеско Shaun у ирско/шкотско Sean. Оба имена се изговарају као Шон.

## Филмографија
| Улоге Шона Бина |                                     |               |                             |           |
| Година          | Српски назив                        | Изворни назив | Улога                       | Напомена  |
| 2020−2022.      | Ледоломац                           |               | Вилфорд                     | ТВ серија |
| 2015.           | Марсовац: Спасилачка мисија         |               | Мич Хендерсон               |           |
| 2012.           | Огледалце, огледалце                |               | Краљ                        |           |
| 2011.           | Игра престола                       |               | Едард „Нед” Старк           | ТВ серија |
| 2010.           | Перси Џексон: Крадљивац муње        |               | Зевс                        |           |
| 2007.           | Аутостопер                          |               | Џон Рајдер                  |           |
| 2006.           |                                     |               | Кристофер                   |           |
| 2005.           | Северна земља                       |               | Кајл                        |           |
| 2005.           | План лета                           |               | капетан Рич                 |           |
| 2005.           | Острво                              |               | доктор Мерик                |           |
| 2004.           |                                     |               | Дарк                        |           |
| 2004.           | Национално благо                    |               | Ијан Хау                    |           |
| 2004.           | Троја                               |               | Одисеј                      |           |
| 2003.           | Господар прстенова: Повратак краља  |               | Боромир                     |           |
| 2002.           | Господар прстенова: Две куле        |               | Боромир (продужена верзија) |           |
| 2002.           | Еквилибријум                        |               | Партриџ                     |           |
| 2001.           | Господар прстенова: Дружина прстена |               | Боромир                     |           |
| 2001.           | Ником ни реч                        |               | Патрик Костер               |           |
| 2000.           |                                     |               | Џејсон Лок                  |           |
| 1999.           |                                     |               | Енди Макнаб                 |           |
| 1998.           | Ронин                               |               | Спенс                       |           |
| 1997.           | Ана Карењина                        |               | Вронски                     |           |
| 1996.           |                                     |               | Џими Мјур                   |           |
| 1995.           | Златно око                          |               | Алек Тревељан               |           |
| 1994.           |                                     |               |                             |           |
| 1992.           | Патриотске игре                     |               | Шон Милер                   |           |
| 1990.           |                                     |               |                             |           |
| 1989.           |                                     |               | Лари Фриск                  |           |
| 1986.           |                                     |               | Ранучио                     |           |